# تل الورد
تل الورد قرية في ناحية مركز المخرم التابعة لمنطقة المخرّم في محافظة حمص في سورية. بلغ عدد سكان القرية 156 نسمة حسب تعداد عام 2004.